# Solanin
Solanin er en glykoalkaloid der forekommer i arter af natskygge-slægten (Solanaceae), fx kartoffel (Solanum tuberosum) og tomat (Solanum lycopersicum). Det kan befinde sig naturligt i alle dele af planten: blade, frugt og knolde. Solanin har svampe- og insektdræbende evner og er en af plantens naturlige forsvar. Alkaloidet blev først isoleret i 1820 fra bær af Sort Natskygge (Solanum nigrum), som den er opkaldt efter.
I for store koncentrationer er den yderst giftig og forårsager leverskade, endda med døden til følge. I små doser har solanin til gengæld vist sig at fremme immunforsvaret mod fx Salmonella-bakterier.

## Giftighed
Forgiftning af solanin udtrykker sig hovedsageligt via mave- og tarmforstyrrelser, såvel som neurologiske symptomer. Symptomer er bl.a. kvalme, diarré, opkast, mavekramper, halsbrænde, forstyrrelser af hjerterytme, mareridt, hovedpine og svimmelhed. I mere alvorlige tilfælde er der meldt om hallucinationer, sanseløshed, paralyse, feber, gulsot, udvidede pupiller, hypotermi og død.
Fordøjelse af solanin i moderate mængder kan forårsage død. Et studie viser at doser på 2-5 mg pr. kg kropsvægt kan forårsage symptomer på forgiftning og doser på 3-6 mg pr. kg kropsvægt kan være dødelig.
Symptomer optræder som regel 8-12 timer efter fordøjelse, men kan opstå så snart som 30 minutter efter at have spist mad med høje koncentrationer af solanin.